# دیوید کولیر، اولین ارل پورتمور
دیوید کولیر، اولین ارل پورتمور (انگلیسی: David Colyear, 1st Earl of Portmore؛ ۱۶۵۶ – ۲ ژانویه ۱۷۳۰) فرد نظامی اهل پادشاهی بریتانیای کبیر بود. وی همچنین برندهٔ جوایزی همچون نشان گل خار شده‌است.